# Commissione Affari interni - ordinamento politico ed amministrativo - affari di culto - spettacoli - attività sportive - stampa della Camera dei deputati
La Commissione permanente I Affari interni - ordinamento politico ed amministrativo - affari di culto - spettacoli - attività sportive - stampa della Camera dei deputati è stato un organo della Camera dei deputati della Repubblica italiana, istituito nella I legislatura della Repubblica Italiana. È stato poi diviso a partire dalla III Legislatura nelle Commissioni I Affari costituzionali - organizzazione dello Stato - regioni - disciplina generale del rapporto di pubblico impiego e II Affari della Presidenza del Consiglio - affari interni e di culto - enti pubblici.

## Composizione
La Commissione è composta da deputati (di cui 2 segretari, 2 vicepresidenti e un presidente) scelti in modo omogeneo tra i componenti di quel ramo del Parlamento, in modo da rispecchiarne le forze politiche presenti. Essi sono scelti dai gruppi parlamentari (e non dal Presidente, come invece accade per l'organismo della Giunta parlamentare).

## Presidenti
| N° | Presidente | Presidente | Presidente                             | Gruppo parlamentare   | Mandato        | Mandato        | Legislatura |
| N° | Presidente | Presidente | Presidente                             | Gruppo parlamentare   | Inizio         | Fine           | Legislatura |
| --- | ---------- | ---------- | -------------------------------------- | --------------------- | -------------- | -------------- | ----------- |
| I Affari interni - ordinamento politico e amministrativo - affari di culto - spettacoli - attività sportive - stampa  |            |            |                                        |                       |                |                |             |
| 1 |            |            | Egidio Tosato (1902–1984)              | Democratico cristiano | 11 giugno 1948 | 26 luglio 1949 | I (1948)    |
| 2 |            |            | Giovanni Battista Migliori (1893–1978) | Democratico cristiano | 26 luglio 1949 | 11 agosto 1951 | I (1948)    |
| 3 |            |            | Achille Marazza (1894–1967)            | Democratico cristiano | 11 agosto 1951 | 24 giugno 1953 | I (1948)    |
| I Affari interni - ordinamento politico ed amministrativo - affari di culto - spettacoli - attività sportive - stampa |            |            |                                        |                       |                |                |             |
| - |            |            | Achille Marazza (1894–1967)            | Democratico cristiano | 1º luglio 1953 | 11 giugno 1958 | II (1953)   |